# 寒河尼
寒河尼/寒川尼（さむかわのあま/さむかわに、保延4年（1138年）- 安貞2年2月4日（1228年3月11日））は、平安時代末期、鎌倉時代初期の女性。八田宗綱の娘、八田知家の姉。下野国の豪族・小山政光の後妻で、結城朝光の母。源頼朝の乳母も務めた。本名は不詳。『吾妻鏡』で「寒河尼」と記されている。
寒川郡の他にも地頭として補任された地である阿志土郷（小山市網戸）から網戸尼（あじとに）とも称された。

## 生涯
宇都宮氏や小田氏の祖、八田宗綱の娘で京都で生まれたと思われる。女房として近衛天皇に仕えた経歴をもっていたという（『老士雑談』）。頼朝の乳母の一人となり、やがて小山政光の後妻となったと考えられている。
治承4年（1180年）8月の頼朝による反平家の挙兵時、大番役で当主政光が在京中であったため、同年10月、寒河尼は当時14歳の末子（朝光）を伴って武蔵国隅田宿の頼朝の宿所を訪れた。尼は頼朝と往事を語り、末子を側近として奉公させたいと願い、頼朝は自ら烏帽子親となって元服させ、末子は小山七郎宗朝と名乗った（のちに朝光に改名）。夫の不在中は妻がその権限を取り仕切るのが慣習であり、この尼の行動によって下野国最大の武士団小山氏が頼朝方についたことになり、このことは北坂東の武士団の去就に決定的な影響を与えたものと見られる。寿永2年（1183年）2月、頼朝方は野木宮合戦で勝利する。
文治3年（1187年）12月、寒河尼は頼朝から、「これ女性なりと雖も大功有るやに依り」として、下野国寒川郡ならびに網戸（阿志土）郷の地頭職に任ぜられた。両地域は小山に隣接しているものの、これ以前に小山氏が支配していたことを裏付ける証拠がないことと、単なる所領安堵では「大功」に相応しくないことから、新恩による所領であったと考えられている。
安貞2年（1228年）91歳で永眠。墓所は称念寺（小山市網戸）。